# César Battaille
Pour les articles homonymes, voir Battaille.

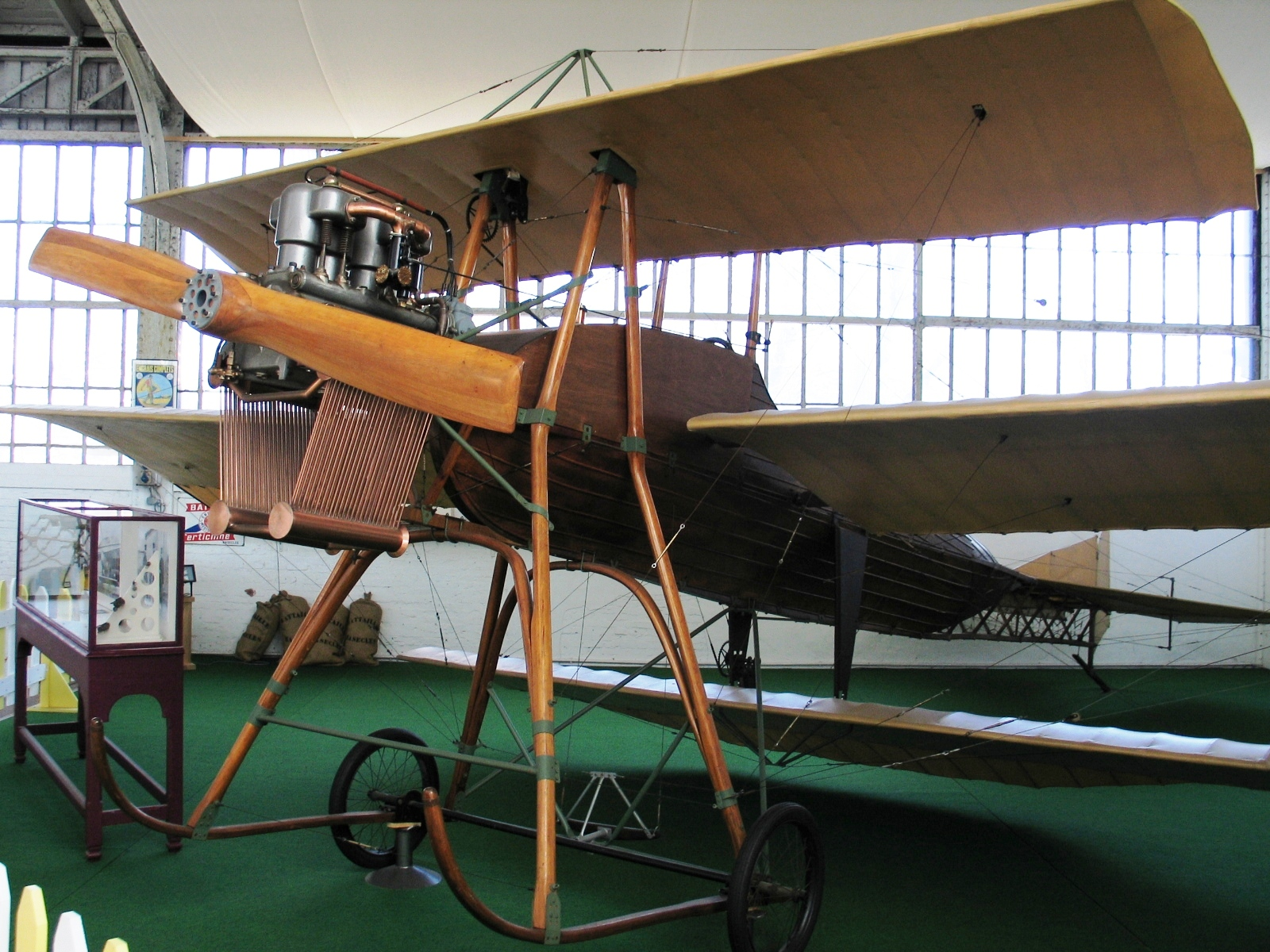
L'avion César Battaille (restauré)

César Battaille, né à Basècles le 20 mars 1882 où il est mort le 31 décembre 1963, est un sculpteur et inventeur belge.

## Biographie
Élève de Henri Schmid, membre de la Société des artistes français, fils de l'industriel et homme politique Octave Battaille, il construit en 1911 un avion trois-ponts équipé d'un moteur Grégoire 4 cylindres de 40 chevaux qui effectue son premier vol le 16 août 1911. Cet avion est exposé depuis 1971 au Musée royal de l'armée et de l'histoire militaire à Bruxelles.
Engagé volontaire lors de la Première Guerre mondiale, il sert dans l'armée belge à Calais au dépôt de Beaumarais. Il y conçoit des bombes, telle une bombe incendiaire contre les ballons ainsi que des supports de fusil. 
Comme sculpteur, on lui doit des bustes et des monuments commémoratifs.

## Récompenses et distinctions
- Croix de guerre belge (1916)
- Chevalier de l'Ordre Léopold (1916)
- Mention honorable à l'ordre du jour de l'Armée VI française (1919)